# Snoldelev
Snoldelev – miasto w Danii, w regionie Zelandia, w gminie Roskilde.